# Guided Imagery and Music
Die Guided Imagery and Music (GIM) (dt. Geleitete Imagaination und Musik) ist als musikzentrierte Psychotherapie eine Form der Musiktherapie, bei der (meist) klassische Musik gezielt eingesetzt wird, um die Auflösung von Blockaden, die seelische Entwicklung und die Persönlichkeitsentwicklung zu fördern. Sie wurde um 1970 von der US-amerikanischen Musiktherapeutin Helen Bonny entwickelt und gelehrt. Einzelne wissenschaftliche Studien zu ihrer Wirksamkeit vor der Jahrhundertwende, wurden seitdem auch in Deutschland durch Forschungen in verschiedenen Therapiebereichen ergänzt und in Dissertationen veröffentlicht.
Helen Bonny war an der Johns-Hopkins-Universität in Maryland (USA) tätig, um mit Klienten unter gezielter Drogeninduktion (meist LSD) therapeutisch zu arbeiten. Man erhoffte sich damals durch die Therapie mit Drogen, die Traumata der Klienten aufzulösen und auf psychische Erkrankungen Einfluss nehmen zu können. Als kurz darauf die Arbeit mit diesen Substanzen verboten wurde, entwickelte sie aufgrund ihrer Erfahrung als Musikerin und Musiktherapeutin die GIM-Methode.

## Methode
Guided Imagery and Music (GIM) orientiert sich an den Referenztheorien der humanistischen Psychologie und kann als integratives Verfahren verstanden werden, da auch psychoanalytische und verhaltenstherapeutische oder z. B. schematherapeutische Theorien einfließen. Musik wird als „Co-Therapeutin“ betrachtet und hat einen hohen Stellenwert aufgrund ihres Imaginationspotenzials. Sie regt das Imaginieren an und ermöglicht intensive Erfahrungen. Es werden hierfür sorgsam ausgewählte klassische Musikstücke eingesetzt, um innere Bilder, Empfindungen, Gefühle, Geschichten und Erinnerungen auszulösen. Helen Bonny und ihre Kollegen haben über 40 Musikprogramme für den therapeutischen Einsatz entwickelt. Ein Musikprogramm besteht meist aus fünf bis sechs Musikstücken, die passend zur Thematik des Klienten ausgewählt werden. Heute gibt es ca. 120 Musikprogramme zu verschiedensten Lebensthemen (z. B. sich zentrieren, Einsamkeit, Angst, Geborgenheit, Schuld), die von Bonnys Nachfolgerinnen entwickelt und erprobt wurden.
Musik kann Sicherheit und Halt gewähren, aber auch sehr herausfordernd sein und schnell tiefe Prozesse auslösen. Um mit diesem Potenzial der Musik therapeutisch umgehen zu können, ist eine spezielle mehrjährige Weiterbildung in GIM auf der Grundlage einer vorher abgeschlossenen umfassenden psychotherapeutischen Ausbildung (z. B. Musiktherapie, Kunsttherapie, Gestalttherapie etc. plus ggf. zur legalen Absicherung die Zulassung zur Psychotherapie nach dem Heilpraktikergesetz) notwendig.
Der Begriff Guided Imagery and Music (GIM) ist laut Definition der European Association for Music and Imagery (EAMI) der Oberbegriff für die originale Bonny Methode sowie für ihre Modifikationen und Musikimagination (MI), bei der nur mit einzelnen Musikstücken gearbeitet wird. Die Bonny Methode dient der Neustrukturierung der Persönlichkeit und findet immer in der dyadischen Form statt. Der therapeutische Begleiter bzw. die Begleiterin führt ein Vorgespräch, das dazu dient, den emotionalen Hintergrund des durch den Klienten eingebrachten Themas zu eruieren. Daraus leitet sich die Wahl des Musikprogramms ab. Der Klient wird auf einer bequemen Unterlage liegend durch eine Induktionen in einen entspannten inneren Wachzustand gebracht. Beim Hören der Musik wird der Klient durch nicht-suggestive offene Fragen und unterstützende Ermutigungen begleitet, um die Imaginationen vertiefen und therapeutisch durchleben zu können. Die Gleichzeitigkeit der Musik, der therapeutischen Begleitung und der Imaginationen, die sich bei dem Klienten spontan einstellen, soll dazu führen, dass der Klient mit seinen Ressourcen, aber auch mit konfliktreichem Material in Kontakt kommt. Nach der Hörphase wird in der Regel ein Resonanzbild gemalt, um das Erlebte zuerst bildlich festhalten zu können, bevor darüber gesprochen wird.
Während in der Bonny Methode beim Hörerlebnis eine verbale Begleitung stattfindet ist dies beim Einsatz der Musikimagination (MI) in der dyadischen Therapiesituation und beim Einsatz in Gruppentherapien nicht der Fall. MI erlaubt ein direktiveres Vorgehen und ist deshalb besonders geeignet für Patienten, die unter schwereren Störungsbildern leiden. Daher finden musikimaginative Methoden im Sitzen und ggf. bei geöffneten Augen statt. Vorgespräch, Induktion (auch über Skripte und sog. Talkovers, die der Therapeut in die Musik hinein spricht), Malen von Resonanzbilder und Nachgespräch sind dieselben wie in der Bonny Methode.

## Anwendungsgebiete
GIM als Bonny Methode in der dyadischen Form wird bei Depressionen, Ängsten, Selbstzweifeln, Ess-Störungen und persönlichen Sinnkrisen eingesetzt, ferner auch bei Klienten in Entscheidungs- und Lebensübergangssituationen, Beziehungskrisen, Verlust- und Trennungssituationen, solche mit belastenden Erinnerungen und Traumen, oder in spirituellen Sinnkrisen.
GIM als Musikimagination wird bei Menschen eingesetzt, deren psychische Struktur geringer entwickelt, defizitär oder geschädigt ist und die mit Hilfe von Musik Lernprozesse nachholen können, um beispielsweise die Körperwahrnehmung und Achtsamkeit zu fördern, die Erlebnisfähigkeit zu erweitern, Kreativität und Fantasie zu entwickeln und die emotionale Differenzierungs- und Regulierungsfähigkeit zu verbessern.